# Santa Teresa (tiểu vùng)
Santa Teresa là một tiểu vùng thuộc bang Espírito Santo, Brasil. Tiều vùng này có diện tích 3318 km², dân số năm 2007 là 98083 người.